# Tejar

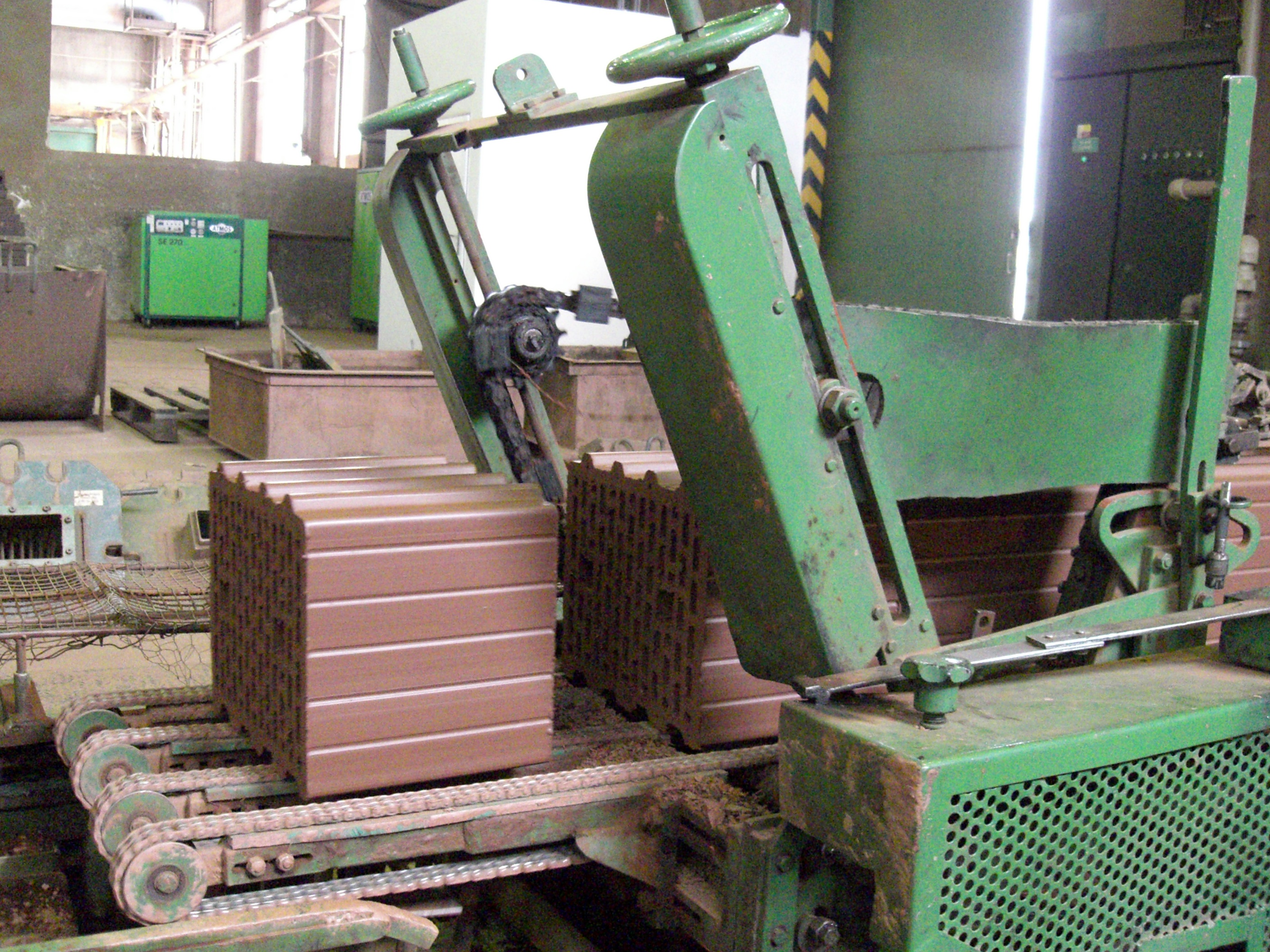
Tejar moderno.

Tejar o tejería es una instalación fabril artesanal o industrial dedicada a la producción de tejas. Las primitivas tejerías de las diversas culturas del Mundo Antiguo han ido evolucionando con el paso de los siglos, experimentando un gran salto cualitativo y cuantitativo con la revolución industrial y convirtiéndose en la actualidad en industrias dedicadas a la producción de ladrillos, losetas y otros artículos de consumo del ámbito de la cerámica. 

## Proceso de fabricación
Las tejerías se han emplazado tradicionalmente cerca de canteras de arcilla (aluvial o mineral) explotadas a cielo abierto. Antiguamente, la arcilla estaba prensada manualmente y solo se hacían productos macizos. El funcionamiento de las fábricas modernas parte de los siguientes tres puntos: preparación de la tierra, extrusión (productos huecos) o formación (productos macizos) y cocción.
En la primera fase, el fabricante recibe las arcillas y las mezcla según sus propias fórmulas, es esta una tarea claramente personalizada en función del origen y la composición de las tierras y los procesos que después las materializarán . En la segunda fase, las arcillas reciben un grado de humedad adecuado y un proceso de mezclado que las preparará para pasar a través de las máquinas con una tecnología de extrusión les dará la forma deseada (ladrillo, teja ... ) En la tercera y última fase, las piezas pasan por un horno donde se endurecen y quedan listas para su utilización.

## Iconografía  y evolución industrial

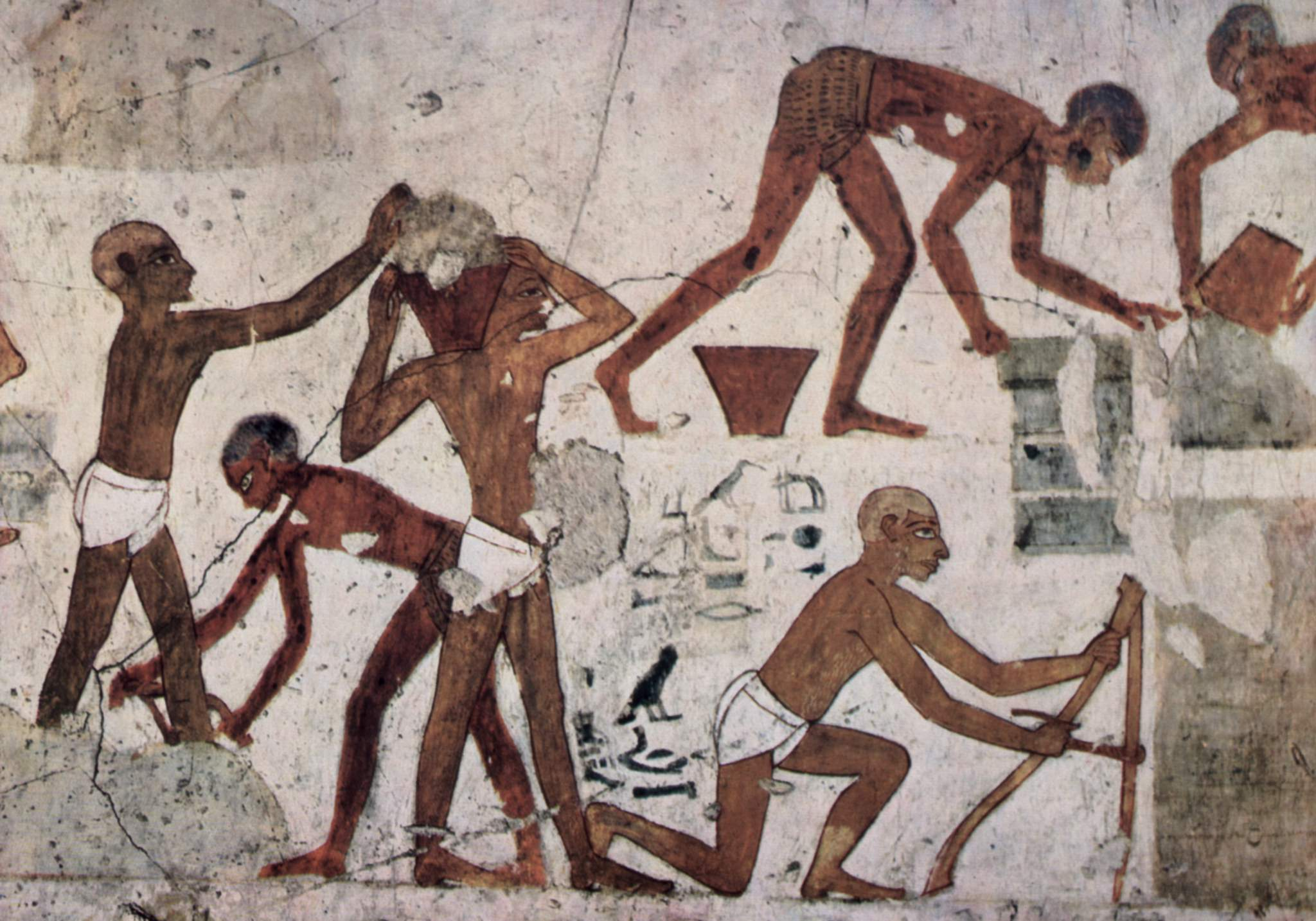
Fabricación de ladrillos en el Antiguo Egipto (± 1500 aC)
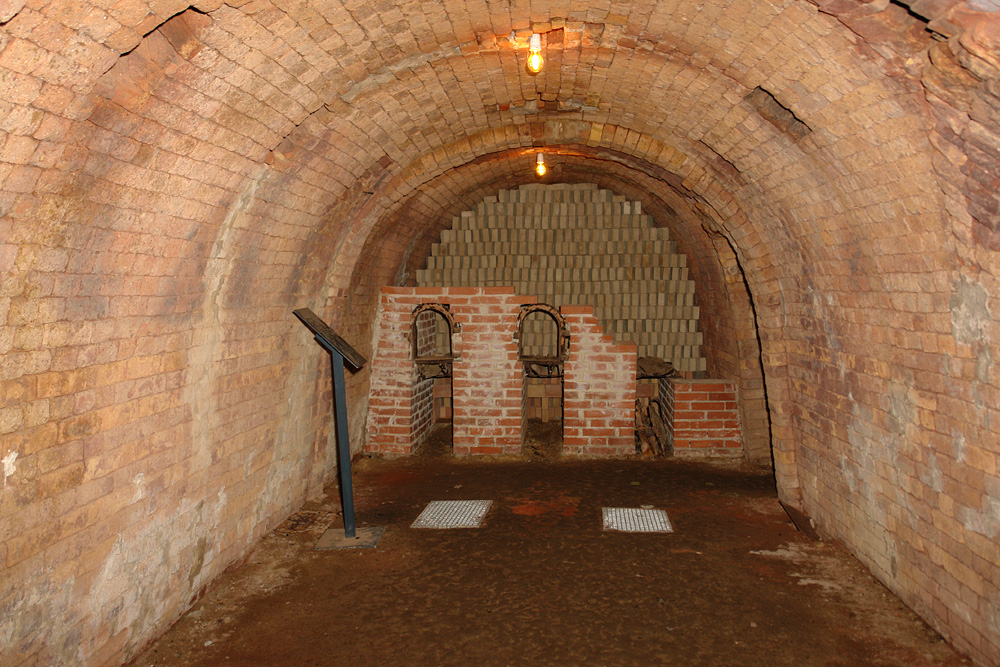
Horno del siglo XVII, en la tejería-museo de Cathrinesminde a Dinamarca
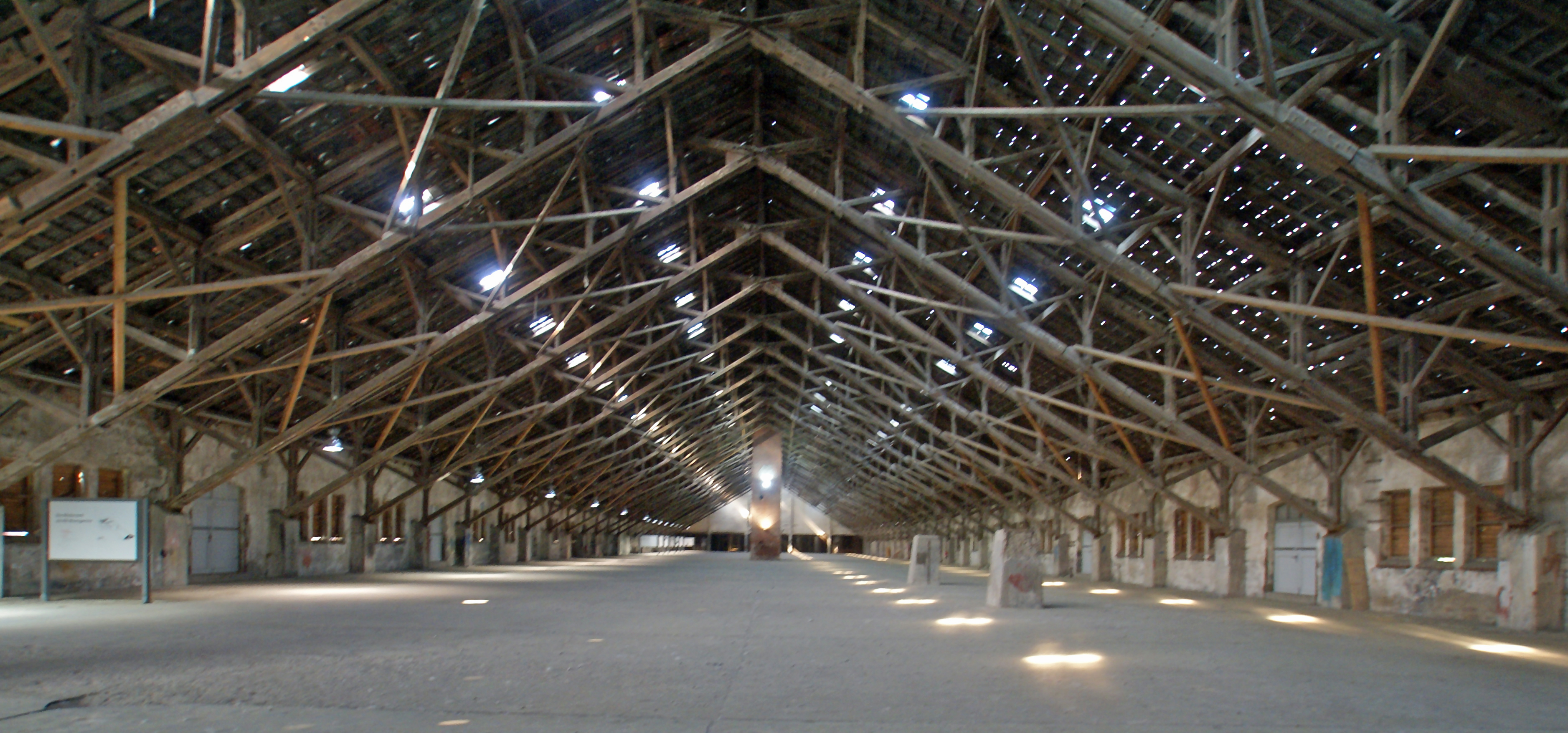
Vista interior del taller oriental de la antigua tejería en el Campo de concentración de Neuengamme
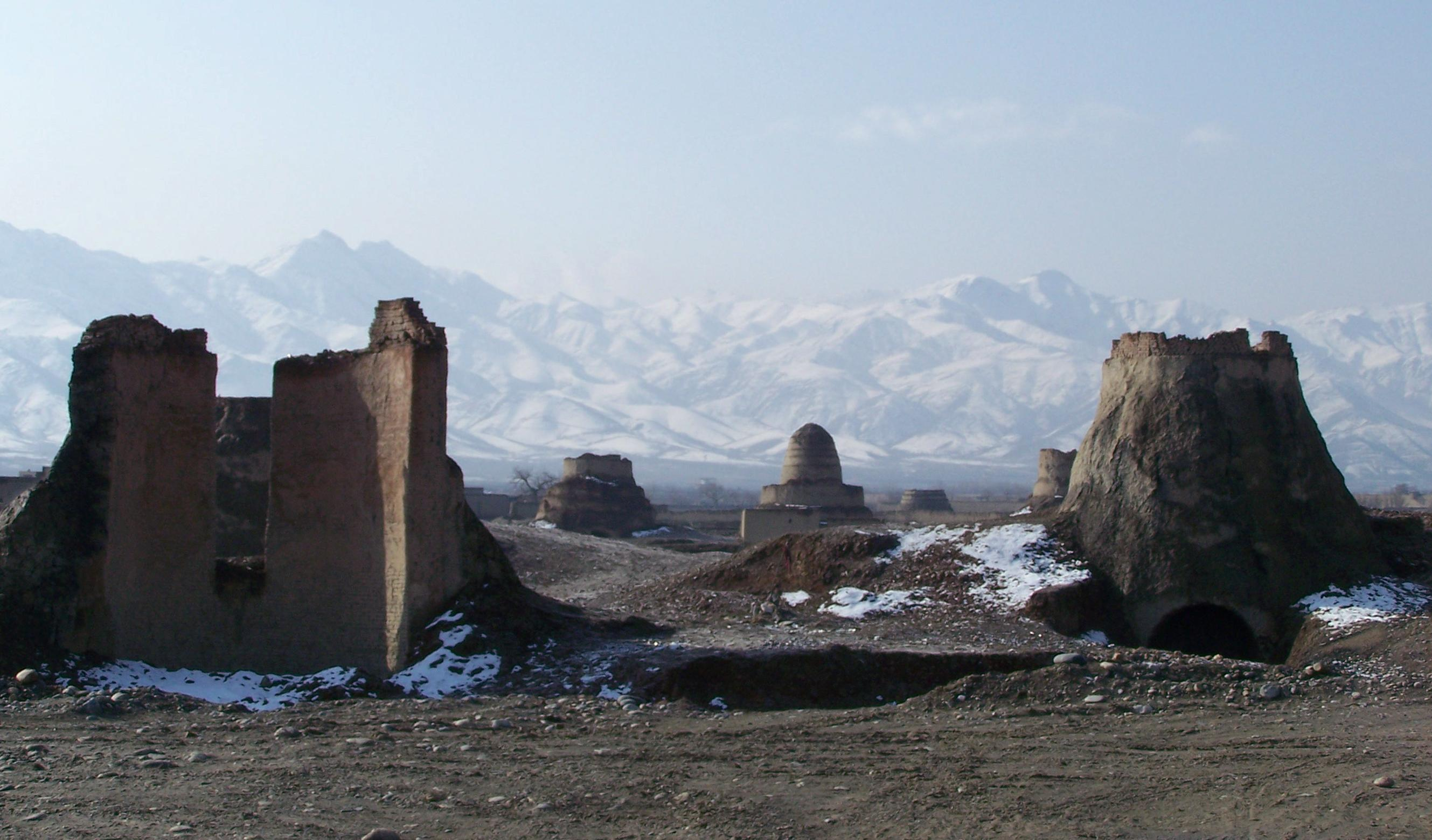
Tejerías cerca de Kabul
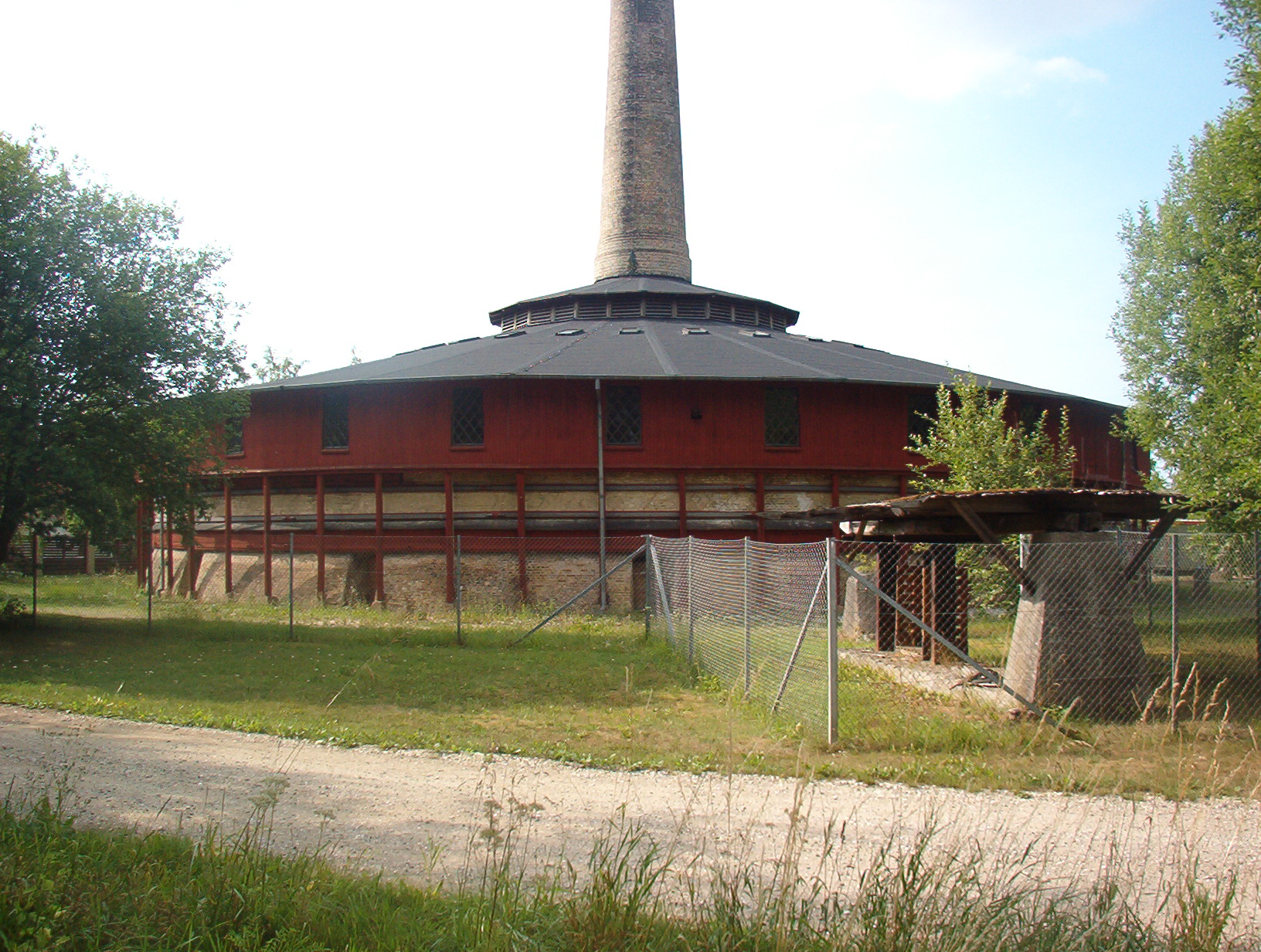
Horno circular en Nivaagaard en Dinamarca